# Rio Capivara (vattendrag i Brasilien, São Paulo, lat -22,67, long -48,35)
Rio Capivara är ett vattendrag i Brasilien.   Det ligger i delstaten São Paulo, i den sydöstra delen av landet, 800 km söder om huvudstaden Brasília.
Omgivningen kring Rio Capivara är huvudsakligen savann. Området är mycket glesbefolkat, med 5 invånare per kvadratkilometer.